# Karl-Marx-Denkmal (Wernigerode)

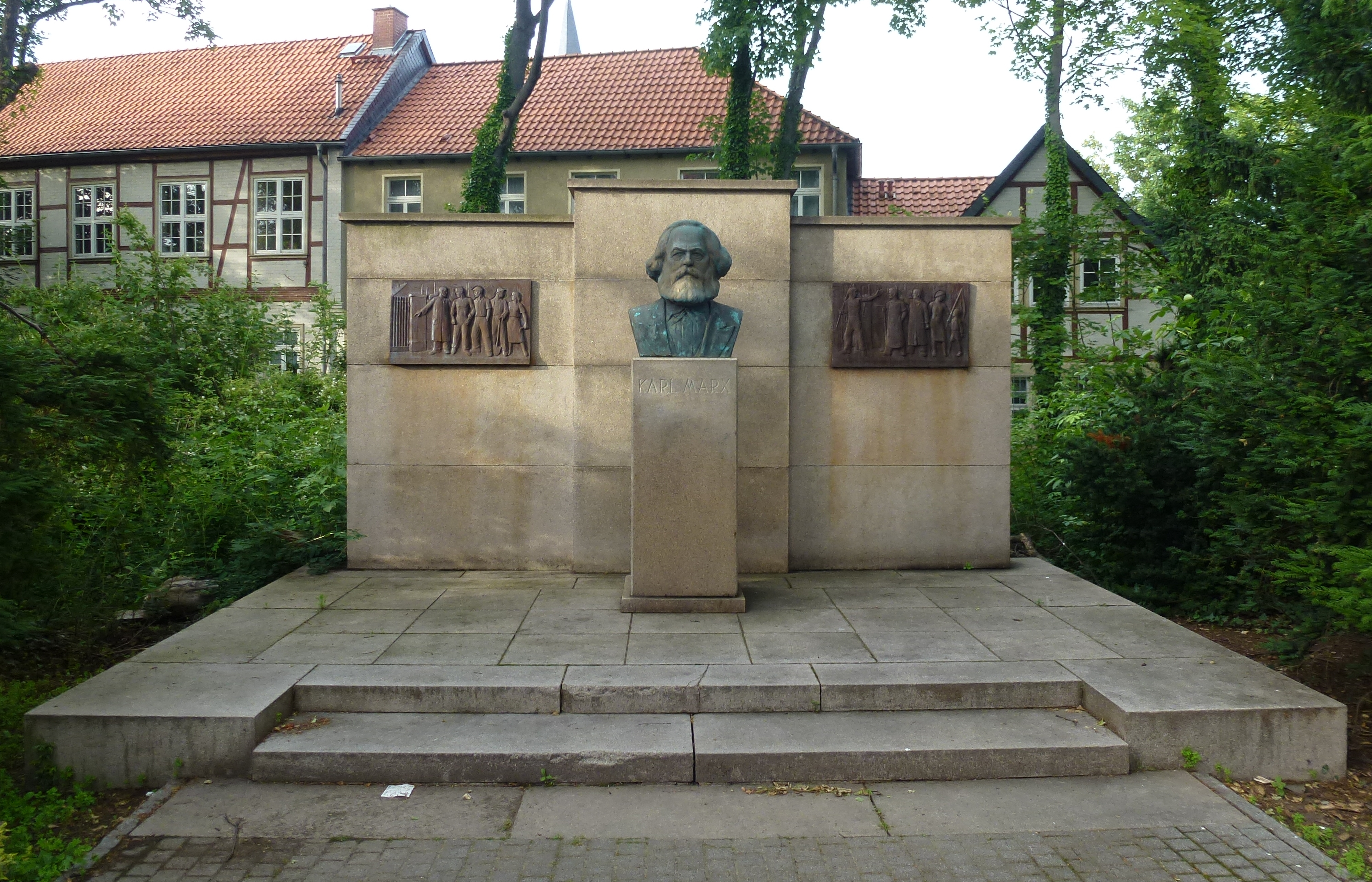
Karl-Marx-Denkmal in Wernigerode, 2016

Das Karl-Marx-Denkmal in Wernigerode im Landkreis Harz in Sachsen-Anhalt ist ein im Jahr 1953 zum Andenken an Karl Marx geschaffenes Denkmal. Es steht am Rande der Altstadt in einer kleinen Parkanlage zwischen dem hier Flutrenne genannten Zillierbach und der Ecke Salzbergstraße/An der Flutrenne. Die Westerntorkreuzung liegt nicht weit entfernt vom Denkmal.

## Geschichte
Auf einem hohen Sockel steht eine Bronzebüste von Marx, die von Rudolf Wewerka geschaffen wurde. Das Denkmal trägt die in Stein gehauene Inschrift „Karl Marx“. In der dahinter befindlichen Mauer befinden sich zwei Bronzetafeln mit Szenen aus dem Leben von Karl Marx. Das Denkmal wurde anlässlich des 70. Todesjahres von Karl Marx am 7. November 1953 feierlich eingeweiht. In Wernigerode galt es lange Zeit als das erste Denkmal für den Philosophen und Vordenker des Kommunismus in Deutschland. Dies war nicht korrekt, da bereits im März 1953 ein Karl-Marx-Denkmal in Dresden auf dem damaligen Platz der Einheit errichtet wurde, das heute jedoch nicht mehr existiert.
Die Bronzebüste des Philosophen wurde Ende 1989 vom Sockel gestoßen und beschädigt. Die Stadtverwaltung ließ darauf die Büste in einer Lagerhalle des Gartenamtes einlagern. Auf Antrag der PDS-Fraktion im Stadtrat von Wernigerode wurde die Büste wenige Tage vor dem 180. Geburtstag von Karl Marx am 5. Mai 1998 am alten Standort von der Stadt Wernigerode unter Oberbürgermeister Ludwig Hoffmann wieder aufgestellt. Bereits wenige Tage später, in der Nacht zum 4. Mai 1998, wurde die bronzene Karl-Marx-Büste gestohlen. Die von Mitgliedern und Anhängern der PDS organisierte Ehrung zum 180. Geburtstag von Karl Marx musste daher ohne die Originalbüste am Denkmal stattfinden. Als Ersatz für die Ehrung diente ein faustgroßer Bronze-Kopf von Karl Marx, der auf den leeren Originalsockel gestellt wurde.
Am 7. Mai 1998, zwei Tage nach den Feierlichkeiten, entdeckten Polizeibeamte die ramponierte Karl-Marx-Büste im Uferbereich des Wernigeroder Reddeberteiches bei der Teichmühle unweit der Bundesstraße 244 und stellten sie sicher. Gelitten hatte die Büste vor allem durch Kratzspuren an der Augenbraue und Nase. Sie wurde erneut im Gartenamt eingelagert und später am Originalstandort wieder aufgestellt.